# José Luís Figueroa
José Luís Figueroa (Guadalajara, Jalisco, 1890 - ) foi um pintor mexicano.

## Biografia
Trabalhou no Museu de Guadalajara, atual Museu do Estado de Jalisco, ao qual doou suas obras. Na década de 1930, foi professor nas missiones culturales criadas pelo governo para levar arte e educação às populações isoladas do país.  Em setembro de 1961 algumas de suas obras foram expostas no Museu de Arte da Universidade do Ceará (MAUC).